# Andrej Vlagyimirovics Lutaj
Andrej Vlagyimirovics Lutaj (oroszul: Андрей Владимирович Лутай; Belgorod, 1986. július 24. –) orosz műkorcsolyázó.

## Élete
Hatéves korában kezdett korcsolyázni. 23 éves korában még csak a 2. világbajnokságán (Los Angeles, 2009) vett részt, ahol eredményesen szerepelt, 10. helyezést ért el.  Felkészüléseit több lábsérülés akadályozta, ennek ellenére sikeresen szerepel a tornákon.
A 2007-es varsói műkorcsolya-Európa-bajnokságon az ötödik hely végzett. 2009-ben az orosz szövetség döntése alapján egy év eltiltást kapott, miután ittas állapotban – egy szervizből – ellopott egy autót az egyesült államokbeli Lake Placidben rendezett Grand Prix-verseny után. Tette miatt így a 2010-es vancouveri téli olimpián nem vehetett részt.